# Ellen Noble
Ellen Noble, née le 3 décembre 1995 à Kennebunkport dans le Maine, est une cycliste américaine. Elle est spécialiste du cyclo-cross et est membre depuis 2016 de l'équipe américaine Aspire Racing.

## Palmarès en cyclo-cross
- 2014-2015
  - Verge NECXS #5, Sterling
  - Verge NECXS #6, Sterling
  - Verge NECXS #8, Warwick
  - Resolution 'Cross Cup #2, Dallas
- 2015-2016
  -  Championne des États-Unis de cyclo-cross espoirs
  -  Championne panaméricaine de cyclo-cross espoirs
  - The Cycle-Smart International #1, Northampton
  - Verge NECXS #5, Warwick
- 2016-2017
  -  Championne panaméricaine de cyclo-cross espoirs
  -  Championne des États-Unis de cyclo-cross espoirs
  - CRAFT Sportswear Gran Prix of Gloucester #1, Gloucester
  -  Médaillée d'argent du championnat du monde de cyclo-cross espoirs
  - 6e de la Coupe du monde
- 2017-2018
  - CRAFT Sportswear Gran Prix of Gloucester #2, Gloucester
  - Harbin Park International, Cincinnati
  - 2e du championnat des États-Unis de cyclo-cross
- 2018-2019
  - Charm City Cross #1, Baltimore
  - Charm City Cross #2, Baltimore
  - CRAFT Sportswear Gran Prix of Gloucester #1, Gloucester
  - CRAFT Sportswear Gran Prix of Gloucester #2, Gloucester
  - Cincinnati Cross @ Devou Park, Covington
  - Cincinnati Cross @ Carter Park, Kings Mills
  - Silver Goose Cyclocross Festival, Midland
  - The Northampton International #1, Northampton
  -  Médaillée d'argent du championnat panaméricain de cyclo-cross
  - 3e du championnat des États-Unis de cyclo-cross
- 2019-2020
  - Ruts 'n' Guts #1, Broken Arrow
  - Ruts 'n' Guts #2, Broken Arrow